# Czech Airlines
Czech Airlines từng là hãng hàng không quốc gia của Cộng hòa Séc. Hãng này có căn cứ hoạt động tại Sân bay Václava Havla Praha, Sân bay Václav Havel, Ruzyně, Praha. Trước khi dừng hoạt động hãng này chỉ còn 1 vài đường bay ngắn ở Châu Âu. Hãng cũng cung cấp dịch vụ bay thuê bao.